# Majestic (entreprise)
Pour les articles homonymes, voir Majestic.
Majestic est une marque et un modèle de moto française.

## Historique
La Majestic apparaît en 1929, issue du cerveau inventif de Georges Roy. Ce dernier n'en est pas à son coup d'essai : il a déjà réalisé sa propre moto en 1923, la New Motorcycle. Les mauvais chiffres de vente de cette dernière et l'augmentation du nombre de voitures le poussent à concevoir une moto avec un esprit automobile. La Majestic est l'aboutissement de ce projet. Le châssis est composé de deux longerons. Le moteur et le châssis sont cachés sous une carrosserie en tôle. La direction utilise un moyeu central articulé par une rotule, le tout étant monté coulissant.
En 1930, Georges Roy passe un accord avec les Établissements Delachanal, producteur de Dollar, pour la fabrication de la Majestic. Peut-être trop en avance sur son temps, cette fabrication prend fin en 1933, deux ans après le rachat de Dollar par Omnium Métallurgique et Industriel, propriétaire de Chaise.
Cent exemplaires sont construits, soit le nombre de pièces détachées fabriquées pour la direction.